# East West Bank Classic 1997
L'East West Bank Classic 1997 è stato un torneo di tennis giocato sul cemento.
È stata la 24ª edizione del torneo, che fa parte della categoria Tier II nell'ambito del WTA Tour 1997.
Si è giocato a Manhattan Beach vicino a Los Angeles negli Stati Uniti, dal 4 al 10 agosto 1997.

## Campionesse

### Singolare
Monica Seles ha battuto in finale  Lindsay Davenport con il punteggio di 5–7, 7–5, 6–4

### Doppio
Yayuk Basuki /  Caroline Vis hanno battuto in finale  Larisa Neiland /  Helena Suková con il punteggio di 7–6, 6–3